# Георг Бихнер
Карл Георг Бихнер, рођен је 17. октобра 1813, а умро је 19. фебруара 1837, био је немачки књижевник.

## Биографија
Рођен је у градићу крај Дармштата. Прожет идеалима Француске револуције, написао је 1834. године летак "Der Hessische Landbote" у којему је позвао сељаке Хесенске кнежевине да учине оно што су учинили сељаци у Француској. Близак је романтизму, на сцени се служио драстичним констрастима, а радо се служио гротеском и звучним дијалозима. Био је студент медицине и природних наука, завереник, бегунац и писац првога револуционаристичког политичког летка у Немачкој, а знао је да нема напретка без обарања феудализма. Умро је веома млад, са само 23 године у Цириху.

## Дела
- „Дантонова смрт“ 1835 (драма)
- „Војцек“ 1837 (драма – одломак)
- „Леон и Лена“ 1836 (комедија)